# Sidonie-Gabrielle Colette

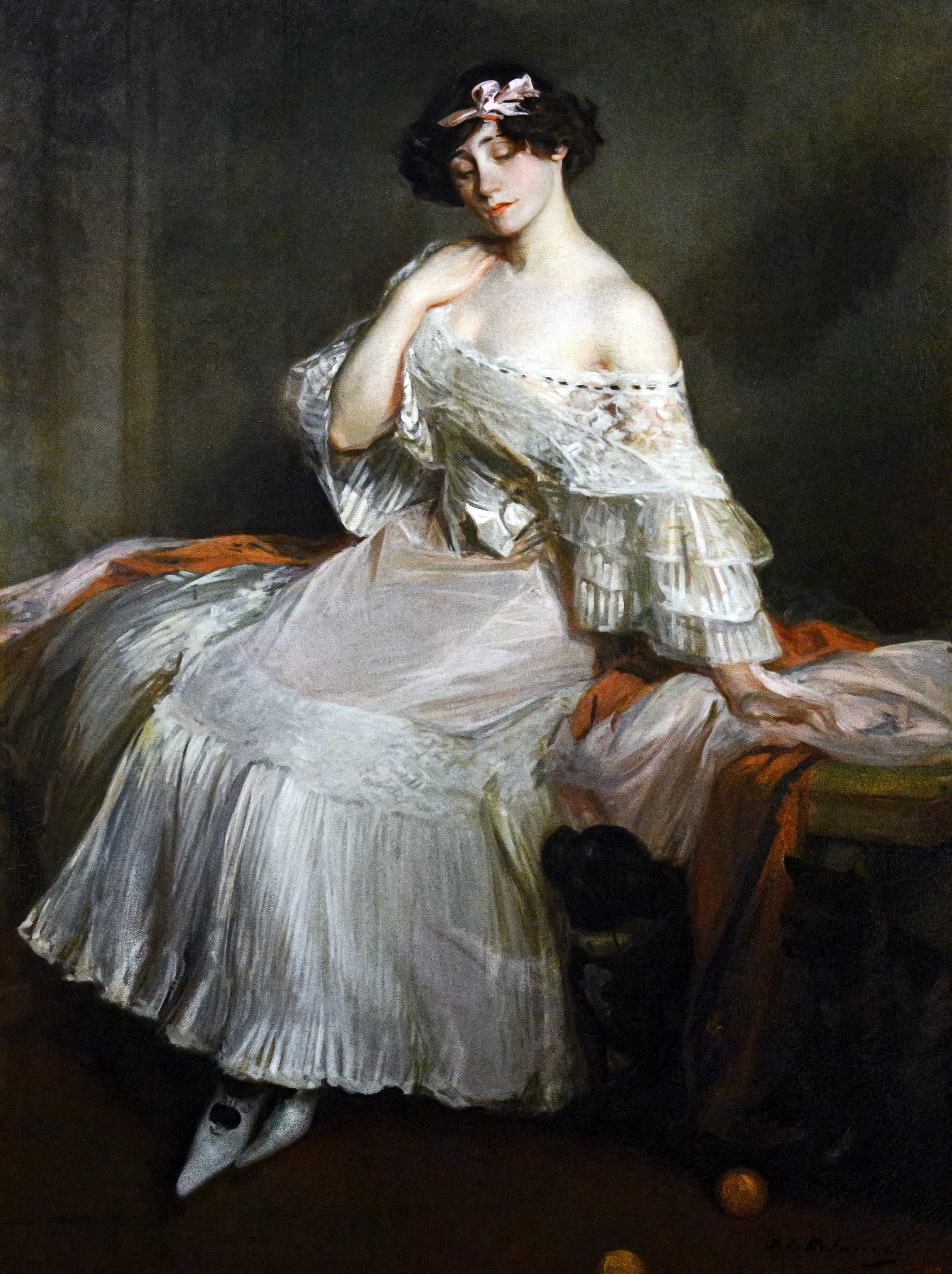
Retrat de la novel·lista Colette - Jacques-Émile Blanche - Museu Nacional d'Art de Catalunya.

Sidonie-Gabrielle Colette, més coneguda amb el seu monònim d'escriptora, Colette, (28 de gener de 1873, Saint-Sauveur-en-Puisaye, Yonne-3 d'agost de 1954, París), va ser una escriptora francesa d'una producció literària espectacular, i també periodista, guionista, llibretista i artista de music-hall i cabaret. És una de les grans figures de la literatura francesa i tot un símbol de l'alliberament femení.
Criada al camp de la Borgonya, en mans de la seva mare, Sidonie Landoy, «Sidó», belga de naixement, i el capità Jules-Joseph Colette, militar retirat, va gaudir d'una educació laica i una infància feliç i sempre mantingué un gran amor a la naturalesa i a l'exercici físic. A París va acabar els estudis i és on conegué el seu primer marit, molt més gran que ella, anomenat Henri Gautier Villars, escriptor conegut com a Willy en el món literari. Colette va ser qui escriuria Claudine, Minne i Les égarements de Minne per al seu marit.
L'any 1906 es divorcià i començà una batalla legal per aconseguir els drets d'autor de les obres que s'havien publicat sota el nom del seu marit. La nova independència li permeté treballar en el món de l'espectacle i l'experiència literària va donar-li l'empenta per a escriure La vagabonde (La vagabunda) l'any 1911. L'autora, en aquesta obra, fa un retrat de la vida de Renée com a ballarina i actriu després de deixar el seu marit infidel, i està tan adolorida que no té confiança en l'amor que li transmet un altre jove. Els seus espectacles al Moulin Rouge sovint eren tan escandalosos que la policia hi havia d'intervenir.
L'any 1914 es casà amb el polític Henri de Jouvenel i escrigué el seu segon llibre, L'entrave (L'obstacle), que representaria la seva continuïtat com a autora, però no va tenir tant d'èxit. Fruit d'aquest segon matrimoni, tindrà una filla. Va ser un període molt productiu, amb obres reconegudes com ara Chéri (Estimat) i La naissance du jour. També entrà en el món de la política i es va fer periodista. En els seus escrits, es veu l'amor per la seva terra, Bretanya i Provença. La separació posterior del segon marit va fer que es dediqués al treball durant nou anys fins a aparellar-se amb Maurice Goudeket. En aquest període és quan va escriure les seves millors obres, com Le blé en herbe, Les vrilles de la vigne, Le képi, La chatte, Duo, Julie de Carneilhan, entre d'altres.
Va ingressar a la Reial acadèmia de llengua i de literatura franceses de Bèlgica i a la Societat Literària dels Goncourt, de la qual era la primera dona a formar-ne part i també la primera a presidir-la, entre 1949 i 1954.
Visqué els últims anys a prop dels jardins del Palais-Royal i, encara que el reumatisme li era un obstacle, va continuar fent literatura dels records, com Journal à rebours, L'étoile Vesper, Le fanal bleu i Gigi, novel·la que fou portada al cinema el 1958 per Vincente Minnelli i va esdevenir després una pel·lícula d'èxit.
El 1920 va ser condecorada per l'Estat francès amb la Legió d'Honor. En morir, i per la seva escandalosa reputació i la seva condició d'atea, li fou negat un funeral catòlic, però la República Francesa li va fer uns funerals d'Estat. Està enterrada al cementiri del Père Lachaise, de París.

## Obres
- 1900-1903: Claudine
- 1904: Dialogues de bêtes
- 1907: La Retraite sentimentale
- 1908: Les Vrilles de la vigne
- 1909: L'Ingénue libertine
- 1910: La Vagabonde (La vagabunda)
- 1913: L'Entrave
- 1913: L'Envers du music-hall
- 1916: La Paix chez les bêtes
- 1917: Les Heures longues
- 1918: Dans la foule
- 1919: Mitsou ou Comment l'esprit vient aux filles
- 1920: Chéri (Estimat)
- 1922: La Chambre éclairée (Florilegi d'articles publicats als diaris a la fi de la primera guerra mundial)
- 1922: La Maison de Claudine
- 1923: Le Blé en herbe
- 1924: La Femme cachée
- 1926: La Fin de Chéri
- 1928: La Naissance du jour
- 1929: me
- 1930: Sido
- 1932: Le Pur et l'Impur (retrat literari de Renée Vivien)
- 1933: La Chatte
- 1934: Duo
- 1936: Mes Apprentissages
- 1936: "Splendeur des papillons ", Text de Colette, Librairie Plon,
- 1937: Bella-Vista
- 1938: La Jumelle noire (quatre volums de crítiques literàries i cinematogràfiques: tom I (1934), tom II (1935), tom III (1937), tom IV (1938))
- 1939: Le Toutounier (suite de Duo)
- 1940: Chambre d'hôtel
- 1943: Le Képi
- 1943: Nudité
- 1944: Gigi
- 1946: L'Étoile Vesper
- 1941: Julie de Carneilhan
- 1941: Journal à rebours
- 1944: Paris de ma fenêtre
- 1949: Le Fanal bleu
- 1992: Histoires pour Bel-Gazou (Nouvelles), Hachette, il·lustrat per Alain Millerand
- 2010: Colette journaliste: Chroniques et reportages (1893-1945), texts inèdits
- 2011: J'aime être gourmande, presentació de G. Bonal i F. Maget - introducció de G. Martin, coll. Carnets, L'Herne, Paris.

## Obra traduïda en català
- El blat tendre. Traducció Folch i Camarasa. Petits Plaers, a Viena edicions, 2019.
- La dona amagada. Traducció de Maria-Mercè Marçal, a Editorial Comanegra, 2021.